# Bembecia balkis
Bembecia balkis is een vlinder uit de familie wespvlinders (Sesiidae), onderfamilie Sesiinae.
Bembecia balkis is voor het eerst wetenschappelijk beschreven door Le Cerf in 1937. De soort komt voor in het Oriëntaals gebied.